# Pardachirus poropterus
Pardachirus poropterus är en fiskart som först beskrevs av Bleeker, 1851.  Pardachirus poropterus ingår i släktet Pardachirus och familjen tungefiskar. IUCN kategoriserar arten globalt som otillräckligt studerad. Inga underarter finns listade i Catalogue of Life.